# Charlota Loewenskoeld
Charlota Loewenskoeld (szw. Charlotte Löwensköld) – powieść szwedzkiej noblistki Selmy Lagerlöf z 1925.
Charlotte Löwensköld stanowi drugą część trylogii Ring, na którą składają się także Pierścień generała (1925) oraz Anna Swärd (1928).
Saga opowiada o rodzinie Löwensköld, która jest przeklęta ze szczególnym uwzględnieniem relacji matka-syn. Historia posiada także komentarze społeczne.
Po polsku powieść po raz pierwszy została wydana w 1927 przez Wydawnictwo Polskie R. Wegnera w tłumaczeniu Franciszka Mirandoli.
W 1930 na podstawie książki nakręcono film pod tym samym tytułem w reżyserii Gustafa Molandera oraz z Birgit Sergelius w roli tytułowej. Książka została ponownie zekranizowana w 1979, w reżyserii Jackie Södermana oraz z Ingrid Janbell w roli głównej.